# To the Abandoned Sacred Beasts
To the Abandoned Sacred Beasts (かつて神だった獣たちへ?, Katsute kami datta kemono-tachi e, lett. "Alle bestie che un tempo erano dei") è un manga dark fantasy scritto e disegnato da Maybe e serializzato sulla rivista Bessatsu Shōnen Magazine di Kōdansha da giugno 2014 a giugno 2023.
Nel 2019 è uscita una serie tv anime, prodotta da MAPPA e diretta da Jun Shishido.

## Trama
Cento anni dopo che i coloni nel continente di Patria fondarono una nazione democratica, la scoperta di una fonte di energia chiamata Somnium scatenò un conflitto. La nazione di Patria si divise tra l'industriale Northern Union e le città minerarie della Southern Confederation e scoppiò una guerra civile. Mentre il Sud aveva un numero maggiore, il Nord aveva un'arma segreta: gli Incarnati, soldati che potevano trasformarsi in gigantesche bestie mitiche e distruggere da soli le postazioni nemiche. Tuttavia, quando la guerra finì e fu negoziato un trattato di pace, gli Incarnati avrebbero dovuto essere distrutti. Invece, un ufficiale di nome Cain tradì i suoi superiori e fuggì con gli Incarnati sopravvissuti attraverso il continente. Due anni dopo, un Incarnato di nome Hank ha deciso di dare la caccia agli Incarnati sopravvissuti, assistito da una giovane donna di nome Char che lo accusa di aver ucciso suo padre.

## Media

### Manga
Il manga è scritto e disegnato da Maybe e pubblicato sulla rivista Bessatsu Shōnen Magazine di Kōdansha da giugno 2014. I capitoli sono raccolti e pubblicati periodicamente in volumi tankōbon, per un totale di 14.

#### Volumi
| Nº | Data di prima pubblicazione | Data di prima pubblicazione | Data di prima pubblicazione |
| Nº | Giapponese                  | Giapponese                  |                             |
| -- | --------------------------- | --------------------------- | --------------------------- |
| 1  | 9 dicembre 2014             | ISBN 978-4-06-395262-9      |                             |
| 2  | 9 giugno 2015               | ISBN 978-4-06-395410-4      |                             |
| 3  | 9 dicembre 2015             | ISBN 978-4-06-395552-1      |                             |
| 4  | 9 agosto 2016               | ISBN 978-4-06-395682-5      |                             |
| 5  | 9 febbraio 2017             | ISBN 978-4-06-395836-2      |                             |
| 6  | 8 settembre 2017            | ISBN 978-4-06-510201-5      |                             |
| 7  | 9 marzo 2018                | ISBN 978-4-06-511070-6      |                             |
| 8  | 9 agosto 2018               | ISBN 978-4-06-512324-9      |                             |
| 9  | 8 febbraio 2019             | ISBN 978-4-06-514422-0      |                             |
| 10 | 9 luglio 2019               | ISBN 978-4-06-516284-2      |                             |
| 11 | 9 luglio 2020               | ISBN 978-4-06-518780-7      |                             |
| 12 | 9 marzo 2021                | ISBN 978-4-06-522645-2      |                             |
| 13 | 9 novembre 2021             | ISBN 978-4-06-525987-0      |                             |
| 14 | 7 ottobre 2022              | ISBN 978-4-06-529408-6      |                             |

### Anime

Logo della serie anime

La serie ha debuttato in Giappone il 1º luglio 2019, mentre l'ultimo episodio è stato trasmesso il 16 settembre 2019.

#### Episodi
| Nº | Titolo italiano Giapponese 「Kanji」 - Rōmaji                                                 | In onda           | In onda |
| Nº | Titolo italiano Giapponese 「Kanji」 - Rōmaji                                                 | Giapponese        |         |
| 1  | To the Abandoned Sacred Beasts 「かつて神だった獣たちへ」 - Katsute kami datta kemono-tachi e | 1 luglio 2019     |         |
| 2  | La figlia del Drago 「竜の娘」 - Ryū no musume                                                | 8 luglio 2019     |         |
| 3  | La fortezza del Minotauro 「ミノタウロスの要塞」 - Minotaurosu no yōsai                       | 15 luglio 2019    |         |
| 4  | La corsa del mastodonte 「巨獣の猛進」 - Behimosu no mōshin                                   | 22 luglio 2019    |         |
| 5  | La condanna del Gargoyle 「ガーゴイルの断罪」 - Gāgoiru no danzai                             | 29 luglio 2019    |         |
| 6  | Il re delle bestie 「獣の王」 - Kemono no ō                                                   | 5 agosto 2019     |         |
| 7  | L'innesco della rimembranza 「追憶の引鉄」 - Tsuioku no hikigane                              | 12 agosto 2019    |         |
| 8  | La cantatrice del sonno 「眠りの歌姫」 - Nemuri no utahime                                    | 19 agosto 2019    |         |
| 9  | Il cane da guardia degli Inferi 「冥府の番犬」 - Meifu no banken                              | 26 agosto 2019    |         |
| 10 | Due giuramenti 「ニつの誓い」 - Futatsu no chikai                                             | 2 settembre 2019  |         |
| 11 | L'inizio dei tumulti 「騒乱の嚆矢」 - Sōran no kōshi                                          | 9 settembre 2019  |         |
| 12 | Gli inseguitori 「追う者たち」 - Ousha-tachi                                                  | 16 settembre 2019 |         |